# Old Boyfriends
Old Boyfriends é um filme estadunidense de 1979, do gênero drama, dirigido por Joan Tewkesbury, com roteiro de Paul Schrader e Leonard Schrader. O filme é estrelado por Talia Shire, Richard Jordan, Keith Carradine, John Belushi, John Houseman e Buck Henry.

## Sinopse
Dianne Cruise (Talia Shire) é uma psiquiatra que sofre com uma crise de identidade e luta contra seu casamento. Em uma tentativa de aprender sobre si mesma, Dianne faz uma viagem para se reconectar com três de seus velhos namorados.

## Elenco
- Talia Shire .... Dianne Cruise
- Richard Jordan .... Jeff Turrin
- Keith Carradine .... Wayne Van Til
- John Belushi .... Eric Katz
- John Houseman .... Dr. Hoffman
- Buck Henry .... Art Kopple
- Nina Jordan .... Dylan Turrin
- Gerrit Graham .... Sam o Pescador
- P. J. Soles .... Sandy
- Bethel Leslie .... Sra. Van Til
- Joan Hotchkis .... Pamela Shaw
- William Bassett .... David Brinks
- Murphy Dunne .... Tecladista